# Вулиця Гуржіївська (Черкаси)
Вулиця Гуржі́ївська — вулиця в Черкасах, яка проходить перпендикулярно до бульвару Шевченка.

## Розташування
Починається від вулиці Верхня Горова, простягається на південний захід, впираючись у вулицю Молоткова. Вулиця перетинає бульвар Шевченка, вулиці Благовісну, Надпільну та Гетьмана Сагайдачного.

## Опис
Вулиця неширока, по 1 смузі руху в кожний бік.

## Походження назви
Вулиця була утворена в 1884 році як Петровська. В 1893 році перейменована в Гуржіївську. З 1908 по 1916 роки називалась Кладовищенською через розташування на ній цвинтаря. З 1916 року неодноразово змінювалась назва — спочатку повернуто назву Гуржіївська, потім перейменовано у Московську, а з 1923 року вулиця існувала як Борисівська. Перед радянсько-німецькою війною, в 1941 році, вулицю було перейменовано на честь Рози Люксембург. Під час німецької окупації (1941-1943 роки) вулиця називалась на честь Богуна. 
28 квітня 2016 року вулицю Рози Люксембург було розділено на дві: відтинку від вулиці Верхня Горова до вулиці Молоткова було повернуто назву вулиця Гуржіївська, а ділянку від вулиці Бидгощської до вулиці 14 грудня було перейменовано на вулицю Самійла Кішки.

## Історія
Промисловий бум другої половини XIX століття призвів до стрімкого розвитку Черкас. В середині XIX століття ця вулиця була околицею міста, за якою були чагарники, розташовувалися цвинтарі. Східніше вулиці в низині розташовувалися Гуржіївські болота, які надали одну з колишніх назв вулиці. Ймовірно, що назва ця походить від хутору, що існував неподалік до початку XIX століття та мав назву Гуржіїв. Після робіт по засипанню частини Чорного яру, які відбувалися разом з будівництвом залізничної колії в 1880-их роках, міська дума почала надавати дозволи на забудову кількох кварталів вулиці від початку до залізничної колії, яка колись перетинала сучасну вулицю в районі перехрестя з вулицею Гоголя. В подальші роки, вулиця була продовжена і на ній розташовувався цвинтар (від кварталу вулиці Благовісної до Надпільної), що і обумовило її нову назву. Ймовірно, що поховання мали старіше походження і відносилися до існуючих в XVII-XIX століттях в межах сучасних Черкас невеличких хуторів. В подальшому ці цвинтарі були зруйновані та забудовані.
Одноповерхова приватна забудова вулиці на ділянці від вулиць Надпільної до Молоткова формувалася в 30-40-их роках минулого століття. В другій половині 50-их років ХХ століття вулиця була продовжена від Бидгощської (Зеленої) в південно-східному напрямку. В цей період вона активно забудовується приватним сектором для переселенців із затопленої під час будівництва Кременчуцького водосховища Митниці.

## Будівлі
По початку вулиці розташовується готель «Апельсин» (колишній «Жовтень»). На вулиці розташовано 150 житлових та нежитлових будинків. Історичних або архітектурних пам'яток серед розташованих на ній об'єктів не збереглося.